# A Tribute to Courage
A Tribute to Courage est une statue monumentale représentant Samuel Houston située à Huntsville, au Texas. Cette statue de David Adickes également appelée Sam Houston Statue a été construite en 1994. Elle s'élève à 67 ft (20 m) sur le bord de la route Interstate 45, dans la forêt nationale Sam Houston,.